# Namyeong-dong
Namyeong-dong là một dong, phường của Yongsan-gu ở Seoul, Hàn Quốc.
Namyeong-dong nổi tiếng ở Hàn Quốc nơi mà hành vi tra tấn xảy ra trong những năm 1970 và 1980. Trên thực tế, trụ sở chính của KCIA nằm ở Namyeongdong.

## Liên kết
- (tiếng Anh) Trang chính thức Yongsan-gu
- (tiếng Hàn) Trang chính thức Yongsan-gu
- (tiếng Hàn) Trang văn phòng dân cư Namyeong-dong